# (4731) Monicagrady
(4731) Monicagrady est un astéroïde de la ceinture principale.

## Description
(4731) Monicagrady est un astéroïde de la ceinture principale. Il fut découvert le 1er mars 1981 à Siding Spring par Schelte J. Bus. Il présente une orbite caractérisée par un demi-grand axe de 3,11 UA, une excentricité de 0,28 et une inclinaison de 5,9° par rapport à l'écliptique.

## Compléments